# Port lotniczy Gorie
Port lotniczy Gorie (kod IATA: GOR, kod ICAO: HAGR) – etiopskie lotnisko obsługujące Gorie.

## Linie lotnicze i połączenia
| Linia Lotnicza     | Kierunek       |
| ------------------ | -------------- |
| Ethiopian Airlines | 1. Addis Abeba |